# Torkel
Mansnamnet T(h)orkel är från ett gammalt nordiskt namn, På fornnordiska Þorkell, av äldre formen Þorketill, Þórketill. Namnet är sammansatt av guden Tors namn och ordet kettil som betyder kittel eller möjligen hjälm. Varianter är Torkil och Torkild. Namnet är även besläktat med finska mansnamnet Tuukka och danska Toke. En äldre brittisk form är Torquil, som även den stammar från fornnordiska.

## Namnstatistik
Namnet är ovanligt. Endast några enstaka pojkar i varje årskull får det som tilltalsnamn.
31 december 2014 fanns det totalt 920 personer i Sverige med namnet Torkel varav 426 med det som tilltalsnamn.
År 2003 fick 5 pojkar namnet, varav 2 fick det som tilltalsnamn.
Namnsdag: 26 februari, (1901-1992: 26 november). I den finlandssvenska namnsdagslängden har Torkel namnsdag 11 mars sedan 1995. Före det hade Torkel namnsdag 20 december 1929–1994.

## Personer med namnet Torkel/Torkil/Torkild
- Thorkild Bjørnvig, dansk författare
- Thorkild Hansen, dansk författare
- Thorkillus, dopfuntsmästare på 1200-talet
- Torgils Knutsson, riksråd och marsk
- Torkel, en runristare i Östergötland på 1000-talet
- Torkel Knutsson, regissör
- Torkil Nielsen, färöisk fotbollsspelare
- Torkel Persson, längdskidåkare
- Torkel Petersson, skådespelare
- Torkel Ravndal, norsk styrkeatlet (1900-tal)
- Torkel Scholander (1871–1962), svensk civilingenjör
- Torkel Scholander (1925–1992), svensk barnpsykiater
- Torkel Stern, ämbetsman och företagsledare
- Torkel Unge, jurist
- Torkel Wächter, tysk-svensk författare och flygkapten
- Torkild Strandberg, kommunalråd och riksdagsledamot (L)
- Torkel den höge, jomsviking